# Terry Myerson
Pour les articles homonymes, voir Myerson.
Terry Myerson est un ancien vice-président exécutif chargé des systèmes d'exploitation chez Microsoft. Il a étudié à l'université Duke en 1992 et a fondé Intersé Corporation (en). En 1997, sa société est rachetée par Microsoft. Il a dirigé les équipes logicielles et ingénieries des systèmes Microsoft Exchange et Windows Phone avant sa promotion en juillet 2013.

## Parcours universitaire et carrière

### Microsoft
Après le rachat de sa société, il travailla sur les applications serveur (BizTalk Server, WMI) et dans les services aux entreprises de l'Internet. En 2001, il rejoint, pour une durée de 8 ans, les équipes responsables de la messagerie destinée aux entreprises et de Microsoft Exchange.
Octobre 2008, il est positionné à la tête de l'ingénierie mobile.
Il est promu responsable de la division Windows Phone le 13 décembre 2011 à la place de Andy Lees et restructure l'équipe. Durant son rôle de responsable, il embauchera Joe Belfiore qui sera, plus tard, à l'origine de l'interface de Windows Phone.
Le 29 mars 2018, le PDG de Microsoft, Satya Nadella annonce une vaste réorganisation de l'entreprise, à la suite de laquelle la division consacrée au développement de Windows est supprimée, et son chef, Terry Myerson, quitte Microsoft.

### Vie personnelle
Il vit dans l'État de Washington avec sa femme et ses trois enfants.